# Sotteville-sous-le-Val
Sotteville-sous-le-Val település Franciaországban, Seine-Maritime megyében. Lakosainak száma 746 fő (2022. január 1.). Sotteville-sous-le-Val Criquebeuf-sur-Seine, Igoville, Pont-de-l’Arche, Les Authieux-sur-le-Port-Saint-Ouen, Freneuse és Tourville-la-Rivière községekkel határos.

## Népesség
A település népessége az elmúlt években az alábbi módon változott:
| Lakosok száma | 783  | 801  | 826  | 791  | 774  | 758  | 749  | 742  | 746  |
|               | 2013 | 2015 | 2016 | 2017 | 2018 | 2019 | 2020 | 2021 | 2022 |